# Алесандро Гамберини
Алесандро Гамберини (на италиански: Alessandro Gamberini) е италиански професионален футболист, централен защитник. Той е играч на Фиорентина. Висок е 185 см.